# Aeroporti del mondo per traffico passeggeri internazionali
Lista dei maggiori aeroporti del mondo per traffico internazionale passeggeri

## Statistiche 2007
| Rank | Aeroporto                                        | Posizione                                                                        | Code (IATA/ICAO) | Totale passeggeri | Rank Change | % Change |
| ---- | ------------------------------------------------ | -------------------------------------------------------------------------------- | ---------------- | ----------------- | ----------- | -------- |
| 1.   | Aeroporto di Londra-Heathrow                     | Hayes, Hillingdon, Regno Unito                                                   | LHR/EGLL         | 62,099,530        | Stabile     | 1.2%     |
| 2.   | Aeroporto di Parigi-Charles de Gaulle            | Seine-et-Marne/Senna-Saint-Denis/Val-d'Oise, Île-de-France, Francia              | CDG/LFPG         | 54,901,564        | Stabile     | 5.8%     |
| 3.   | Aeroporto di Amsterdam-Schiphol                  | Haarlemmermeer, Paesi Bassi                                                      | AMS/EHAM         | 47,677,570        | Stabile     | 3.7%     |
| 4.   | Aeroporto di Francoforte sul Meno                | Francoforte sul Meno, Assia, Germania                                            | FRA/EDDF         | 47,087,699        | Stabile     | 3.0%     |
| 5.   | Aeroporto internazionale di Hong Kong            | Nuovi Territori, Hong Kong, Cina                                                 | HKG/VHHH         | 46,281,000        | Stabile     | 6.9%     |
| 6.   | Aeroporto di Singapore-Changi                    | Changi, Singapore                                                                | SIN/WSSS         | 35,221,203        | 1           | 5.6%     |
| 7.   | Aeroporto di Tokyo-Narita                        | Narita, Prefettura di Chiba, Regione di Kantō, Honshū, Giappone                  | NRT/RJAA         | 34,289,064        | 1           | 1.3%     |
| 8.   | Aeroporto Internazionale di Dubai                | Garhoud, Dubai, Emirati Arabi Uniti                                              | DXB/OMDB         | 33,481,257        | 2           | 19.9%    |
| 9.   | Aeroporto Internazionale di Bangkok-Suvarnabhumi | Racha Thewa, Bang Phli, Samut Prakan (provincia), Thailandia                     | BKK/VTBS         | 31,632,716        | Stabile     | 6.9%     |
| 10.  | Aeroporto di Londra-Gatwick                      | Crawley, West Sussex, Regno Unito                                                | LGW/EGKK         | 31,139,116        | 2           | 3.7%     |
| 11.  | Aeroporto di Seoul-Incheon                       | Incheon, Seul, Corea del Sud                                                     | ICN/RKSI         | 30,753,225        | Stabile     | 11.2%    |
| 12.  | Aeroporto di Madrid-Barajas                      | Madrid, Spagna                                                                   | MAD/LEMD         | 29,339,784        | Stabile     | 16.9%    |
| 13.  | Aeroporto di Kuala Lumpur                        | Sepang, Selangor, Malaysia                                                       | KUL/WMKK         | 26,938,970        | Stabile     | 13.0%    |
| 14.  | Aeroporto di Mumbai                              | Mumbai, Maharashtra, India                                                       | BOM/VABB         | 25,360,860        | Aumento     | 16.2%    |
| 15.  | Aeroporto internazionale di Monaco di Baviera    | Monaco di Baviera, Baviera, Germania                                             | MUC/EDDM         | 23,988,612        | Stabile     | 12.1%    |
| 16.  | Aeroporto Internazionale di Dublino              | Collinstown, Fingal, Leinster, Irlanda                                           | DUB/EIDW         | 22,339,673        | 3           | 10.2%    |
| 17.  | Aeroporto internazionale John F. Kennedy         | Queens, New York, Stati Uniti d'America                                          | JFK/KJFK         | 21,521,711        | 3           | 9.7%     |
| 18.  | Aeroporto di Londra-Stansted                     | Uttlesford, Essex, Regno Unito                                                   | STN/EGSS         | 21,201,543        | Stabile     | 1.1%     |
| 19.  | Taiwan Taoyuan International Airport             | Dayuan, Contea di Taoyuan, Taiwan                                                | TPE/RCTP         | 20,855,186        | Stabile     | 2.8%     |
| 20.  | Aeroporto di Milano-Malpensa                     | Provincia di Varese, Lombardia, Italia                                           | MXP/LIMC         | 20,627,846        | 2           | 10.6%    |
| 21.  | Aeroporto di Zurigo-Kloten                       | Kloten, Distretto di Bülach, Canton Zurigo, Svizzera                             | ZRH/LSZH         | 20,051,231        | 3           | 8.7%     |
| 22.  | Aeroporto di Copenaghen                          | Tårnby/Dragør, Hovedstaden, Danimarca                                            | CPH/EKCH         | 19,327,628        | Stabile     | 2.3%     |
| 23.  | Aeroporto di Roma-Fiumicino                      | Fiumicino, Roma, Lazio, Italia                                                   | FCO/LIRF         | 19,023,729        | 3           | 10.8%    |
| 24.  | Aeroporto di Manchester                          | Greater Manchester/Cheshire, Regno Unito                                         | MAN/EGCC         | 18,668,212        | Stabile     | 0.4%     |
| 25.  | Aeroporto di Vienna-Schwechat                    | Schwechat, Bassa Austria, Austria                                                | VIE/LOWW         | 18,083,188        | 4           | 11.5%    |
| 26.  | Aeroporto internazionale di Barcellona           | El Prat de Llobregat, Baix Llobregat, Provincia di Barcellona, Catalogna, Spagna | BCN/LEBL         | 17,884,834        | 6           | 12.8%    |
| 27.  | Aeroporto di Bruxelles-Zaventem                  | Zaventem, Brabante Fiammingo, Fiandre, Belgio                                    | BRU/EBBR         | 17,739,688        | 1           | 7.0%     |
| 28.  | Aeroporto Internazionale di Toronto-Pearson      | Mississauga, Ontario, Canada                                                     | YYZ/CYYZ         | 17,713,462        | 3           | 1.2%     |
| 29.  | Aeroporto di Shanghai-Pudong                     | Pudong, Shanghai, Cina                                                           | PVG/ZSPD         | 17,518,790        | 1           | 9.0%     |
| 30.  | Aeroporto internazionale di Los Angeles          | Los Angeles, California, Stati Uniti d'America                                   | LAX/KLAX         | 17,146,015        | 3           | 1.4%     |

## Statistiche 2006
| Rank | Aeroporto                                        | Posizione                                                           | Codice (IATA) | Totale Passeggeri | Change |
| ---- | ------------------------------------------------ | ------------------------------------------------------------------- | ------------- | ----------------- | ------ |
| 1.   | Aeroporto di Londra-Heathrow                     | Hayes, Hillingdon, Regno Unito                                      | LHR           | 61,348,340        | 0.6%   |
| 2.   | Aeroporto di Parigi-Charles de Gaulle            | Seine-et-Marne/Senna-Saint-Denis/Val-d'Oise, Île-de-France, Francia | CDG           | 51,888,936        | 6.2%   |
| 3.   | Aeroporto di Amsterdam-Schiphol                  | Haarlemmermeer, Paesi Bassi                                         | AMS           | 45,940,939        | 4.4%   |
| 4.   | Aeroporto di Francoforte sul Meno                | Francoforte sul Meno, Assia, Germania                               | FRA           | 45,697,176        | 1.9%   |
| 5.   | Aeroporto internazionale di Hong Kong            | Nuovi Territori, Hong Kong, Cina                                    | HKG           | 43,274,765        | 8.7%   |
| 6.   | Aeroporto di Tokyo-Narita                        | Narita, Prefettura di Chiba, Regione di Kantō, Honshū, Giappone     | NRT           | 33,860,094        | 25.3%  |
| 7.   | Aeroporto di Singapore-Changi                    | Changi, Singapore                                                   | SIN           | 33,368,099        | 8.6%   |
| 8.   | Aeroporto di Londra-Gatwick                      | Crawley, West Sussex, Regno Unito                                   | LGW           | 30,016,837        | 4.4%   |
| 9.   | Aeroporto Internazionale di Bangkok-Suvarnabhumi | Racha Thewa, Bang Phli, Samut Prakan (provincia), Thailandia        | BKK           | 29,587,773        | 10.3%  |
| 10.  | Aeroporto Internazionale di Dubai                | Garhoud, Dubai, Emirati Arabi Uniti                                 | DXB           | 27,925,522        | 16.7%  |
| 11.  | Aeroporto di Seoul-Incheon                       | Incheon, Seul, Corea del Sud                                        | ICN           | 27,661,598        | 8.1%   |
| 12.  | Aeroporto di Madrid-Barajas                      | Madrid, Spagna                                                      | MAD           | 24,828,627        | 10.6%  |
| 13.  | Aeroporto di Kuala Lumpur                        | Sepang, Selangor, Malaysia                                          | KUL           | 24,570,385        | 5.9%   |
| 14.  | Aeroporto internazionale di Monaco di Baviera    | Monaco di Baviera, Baviera, Germania                                | MUC           | 21,390,900        | 9.6%   |
| 15.  | Aeroporto di Istanbul-Atatürk                    | Istanbul, Turchia                                                   | IST           | 21,265,974        | 10%    |
| 16.  | Aeroporto di Londra-Stansted                     | Uttlesford, Essex, Regno Unito                                      | STN           | 20,972,291        | 8.4%   |
| 17.  | Taiwan Taoyuan International Airport             | Dayuan, Contea di Taoyuan, Taiwan                                   | TPE           | 20,285,388        | 5.6%   |
| 18.  | Aeroporto Internazionale di Dublino              | Collinstown, Fingal, Leinster, Irlanda                              | DUB           | 20,271,485        | 14.6%  |
| 19.  | Aeroporto internazionale John F. Kennedy         | Queens, New York, Stati Uniti d'America                             | JFK           | 19,606,958        | 4.4%   |
| 20.  | Aeroporto di Copenaghen                          | Tårnby/Dragør, Hovedstaden, Danimarca                               | CPH           | 18,898,625        | 3.9%   |
| 21.  | Aeroporto di Milano-Malpensa                     | Provincia di Varese, Lombardia, Italia                              | MXP           | 18,654,497        | 3.9%   |
| 22.  | Aeroporto di Manchester                          | Greater Manchester/Cheshire, Regno Unito                            | MAN           | 18,596,505        | 0.5%   |
| 23.  | Aeroporto di Zurigo-Kloten                       | Kloten, Distretto di Bülach, Canton Zurigo, Svizzera                | ZRH           | 18,444,894        | 8.0%   |
| 24.  | Aeroporto Internazionale di Toronto-Pearson      | Mississauga, Ontario, Canada                                        | YYZ           | 17,210,155        | 1.2%   |
| 25.  | Aeroporto di Roma-Fiumicino                      | Fiumicino, Roma, Lazio, Italia                                      | FCO           | 17,165,932        | 6.4%   |
| 26.  | Aeroporto internazionale di Los Angeles          | Los Angeles, California, Stati Uniti d'America                      | LAX           | 16,917,381        | 3.3%   |
| 27.  | Aeroporto di Bruxelles-Zaventem                  | Zaventem, Brabante Fiammingo, Fiandre, Belgio                       | BRU           | 16,571,064        | 3.1%   |
| 28.  | Aeroporto di Vienna-Schwechat                    | Schwechat, Bassa Austria, Austria                                   | VIE           | 16,218,828        | 6.3%   |
| 29.  | Aeroporto di Shanghai-Pudong                     | Pudong, Shanghai, Cina                                              | PVG           | 16,073,367        | 10.4%  |
| 30.  | Aeroporto di Palma di Maiorca                    | Palma di Maiorca, Isole Baleari, Spagna                             | PMI           | 16,039,187        | 5.3%   |

## Statistiche 2005
| Rank | Aeroporto                                     | Posizione                                                           | Codice (IATA) | Totale passeggeri | Change |
| ---- | --------------------------------------------- | ------------------------------------------------------------------- | ------------- | ----------------- | ------ |
| 1.   | Aeroporto di Londra-Heathrow                  | Hayes, Hillingdon, Regno Unito                                      | LHR           | 60,964,323        | 1.5%   |
| 2.   | Aeroporto di Parigi-Charles de Gaulle         | Seine-et-Marne/Senna-Saint-Denis/Val-d'Oise, Île-de-France, Francia | CDG           | 48,551,870        | 5.0%   |
| 3.   | Aeroporto di Francoforte sul Meno             | Francoforte sul Meno, Assia, Germania                               | FRA           | 44,756,469        | 3.2%   |
| 4.   | Aeroporto di Amsterdam-Schiphol               | Haarlemmermeer, Paesi Bassi                                         | AMS           | 43,881,540        | 4.0%   |
| 5.   | Aeroporto internazionale di Hong Kong         | Nuovi Territori, Hong Kong, Cina                                    | HKG           | 39,593,000        | 10.2%  |
| 6.   | Aeroporto di Singapore-Changi                 | Changi, Singapore                                                   | SIN           | 30,577,724        | 7.8%   |
| 7.   | Aeroporto di Londra-Gatwick                   | Crawley, West Sussex, Regno Unito                                   | LGW           | 28,710,566        | 5.2%   |
| 8.   | Aeroporto di Tokyo-Narita                     | Narita, Prefettura di Chiba, Regione di Kantō, Honshū, Giappone     | NRT           | 27,115,822        | 2.4%   |
| 9.   | Bangkok International Airport                 | Bangkok, Thailandia                                                 | BKK           | 26,768,772        | 4.5%   |
| 10.  | Aeroporto di Seoul-Incheon                    | Incheon, Seul, Corea del Sud                                        | ICN           | 25,541,362        | 9.0%   |
| 11.  | Aeroporto Internazionale di Dubai             | Garhoud, Dubai, Emirati Arabi Uniti                                 | DXB           | 23,607,507        | 15.9%  |
| 12.  | Aeroporto di Madrid-Barajas                   | Madrid, Spagna                                                      | MAD           | 22,107,466        | 10.6%  |
| 13.  | Aeroporto internazionale di Monaco di Baviera | Monaco di Baviera, Baviera, Germania                                | MUC           | 19,405,560        | 8.3%   |
| 14.  | Aeroporto di Istanbul-Atatürk                 | Istanbul, Turchia                                                   | IST           | 19,293,769        | 10%    |
| 15.  | Aeroporto di Londra-Stansted                  | Uttlesford, Essex, Regno Unito                                      | STN           | 19,257,502        | 6.6%   |
| 16.  | Taiwan Taoyuan International Airport          | Dayuan, Contea di Taoyuan, Taiwan                                   | TPE           | 19,158,638        | 9.0%   |
| 17.  | Aeroporto di Manchester                       | Greater Manchester/Cheshire, Regno Unito                            | MAN           | 18,690,695        | 6.1%   |
| 18.  | Aeroporto internazionale John F. Kennedy      | Queens, New York, Stati Uniti d'America                             | JFK           | 18,534,215        | 7.1%   |
| 19.  | Aeroporto di Copenaghen                       | Tårnby/Dragør, Hovedstaden, Danimarca                               | CPH           | 17,964,538        | 5.0%   |
| 20.  | Aeroporto Internazionale di Dublino           | Collinstown, Fingal, Leinster, Irlanda                              | DUB           | 17,571,677        | 8.0%   |
| 21.  | Aeroporto internazionale di Los Angeles       | Los Angeles, California, Stati Uniti d'America                      | LAX           | 17,469,927        | 6.6%   |
| 22.  | Aeroporto di Zurigo-Kloten                    | Kloten, Distretto di Bülach, Canton Zurigo, Svizzera                | ZRH           | 17,265,955        | 3.9%   |
| 23.  | Aeroporto Internazionale di Toronto-Pearson   | Mississauga, Ontario, Canada                                        | YYZ           | 16,972,867        | 6.7%   |
| 24.  | Aeroporto di Roma-Fiumicino                   | Fiumicino, Roma, Lazio, Italia                                      | FCO           | 16,527,016        | 6.9%   |
| 25.  | Aeroporto di Milano-Malpensa                  | Provincia di Varese, Lombardia, Italia                              | MXP           | 16,199,824        | 8.8%   |
| 26.  | Aeroporto di Bruxelles-Zaventem               | Zaventem, Brabante Fiammingo, Fiandre, Belgio                       | BRU           | 16,060,407        | 3.6%   |
| 27.  | Aeroporto di Antalya                          | Provincia di Antalya, Turchia                                       | AYT           | 15,864,863        | 13.8%  |
| 28.  | Aeroporto di Palma di Maiorca                 | Palma di Maiorca, Isole Baleari, Spagna                             | PMI           | 15,250,975        | 4.3%   |
| 29.  | Aeroporto di Vienna-Schwechat                 | Schwechat, Bassa Austria, Austria                                   | VIE           | 15,172,072        | 7.6%   |
| 30.  | Aeroporto di Shanghai-Pudong                  | Pudong, Shanghai, Cina                                              | PVG           | 14,542,233        | 16.2%  |
| 31.  | Aeroporto di Kuala Lumpur                     | Sepang, Selangor, Malaysia                                          | KUL           | 14,329,667        | 17.7%  |